# Beithir
Beithir (tłum. gael. szk. niedźwiedź, gadzina, bestia) – bliżej nieokreślony dziki stwór szkocki, nawiedzający jaskinie i progi skalne. Mógł mieć długi ogon. W południowej części doliny Glen Coe znajduje się góra zwana Ben Vair lub Ben Vehir będąca lokalnie upamiętnieniem beithira (smoka), który szukał schronienia w jaskini Corrie Lia.